# Neil Cicierega
Neil Stephen Cicierega (Boston, 23 augustus 1986) is een Amerikaans internetkunstenaar, filmmaker en muzikant.

## Biografie
Cicierega volgde thuisonderwijs en besteedde zijn vrije tijd met het maken van computerspellen met Klik & Play en het componeren van muziek met Cakewalk. Zijn vroege werk publiceerde hij op het internet onder de naam Trapezoid. Op 15-jarige leeftijd begon hij met het creëren van animutations, een reeks dadaïstische animaties waarvan de video Hyakugojyuuichi in 2001 een virale hit werd.
In 2005 werd zijn Flash-animatie The ultimate showdown of ultimate destiny een succes op Newgrounds. In 2006 debuteerde zijn op Harry Potter gebaseerde poppenserie Potter puppet pals, waarvan de aflevering The mysterious ticking noise in 2007 een YouTube-hit werd.
Als muzikant heeft Cicierega originele muziek uitgebracht onder de namen Deporitaz (2000–2002) en Lemon Demon (2003–heden). In april 2014 verscheen onder zijn eigen naam het mashupalbum Mouth sounds – dat grotendeels bestaat uit samples van de Smash Mouth-single All star – gevolgd door de albums Mouth silence in juli 2014, Mouth moods in januari 2017 en Mouth dreams in september 2020.

## Discografie
- Outsmart (2000) - Deporitaz
- Microwave this CD (2001) - Deporitaz
- Dimes (2002) - Deporitaz
- Clown circus (2003) - Lemon Demon
- Live from the haunted candle shop (2003) - Lemon Demon
- Hip to the javabean (2004) - Lemon Demon
- Damn skippy (2005) - Lemon Demon
- Dinosaurchestra (2006) - Lemon Demon
- Circa 2000 (2007) - Deporitaz
- View-monster (2008) - Lemon Demon
- Almanac 2009 (2009) - Lemon Demon
- Live (only not) (2011) - Lemon Demon
- I am become christmas EP (2012) - Lemon Demon
- Nature tapes EP (2014) - Lemon Demon
- Mouth sounds (2014) - Neil Cicierega
- Mouth silence (2014) - Neil Cicierega
- Spirit phone (2016) - Lemon Demon
- Mouth moods (2017) - Neil Cicierega
- Mouth dreams (2020) - Neil Cicierega

- International Standard Name Identifier: 0000 0004 0659 3281
- MusicBrainz: 68f8885e-0752-480f-bf84-6d2fc67cff80
- Virtual International Authority File: 590154260723924480007